# Киевич, Елена Николаевна
Елена Николаевна Киевич (бел. Алена Мікалаеўна Кіевіч; род. 6 октября 1987, Брест) — белорусская легкоатлетка, специалистка по бегу на короткие дистанции. Выступала за сборную Белоруссии по лёгкой атлетике в 2009—2016 годах, обладательница бронзовой медали чемпионата Европы в помещении, победительница и призёрка первенств национального значения, действующая рекордсменка страны в эстафете 4 × 200 метров в помещении, участница летних Олимпийских игр в Лондоне. Мастер спорта Республики Беларусь международного класса.

## Биография
Елена Киевич родилась 6 октября 1987 года в городе Бресте Белорусской ССР.
Занималась лёгкой атлетикой в Брестской областной школе высшего спортивного мастерства, проходила подготовку под руководством тренера Бориса Николаевича Хаткевича.
Впервые заявила о себе на международном уровне в сезоне 2009 года, когда вошла в состав белорусской национальной сборной и выступила на чемпионате Европы в помещении в Турине, где в зачёте эстафеты 4 × 400 метров выиграла бронзовую медаль. Позднее стартовала на молодёжном европейском первенстве в Каунасе — стала четвёртой в индивидуальном беге на 200 метров, шестой в эстафете 4 × 100 метров и третьей в эстафете 4 × 400 метров. Бежала 200 метров и эстафету 4 × 100 метров на чемпионате мира в Берлине — в обеих дисциплинах не смогла пройти дальше предварительных квалификационных этапов.
В 2010 году в эстафете 4 × 100 метров была восьмой в Суперлиге командного чемпионата Европы в Бергене, тогда как в эстафете 4 × 400 метров заняла седьмое место на чемпионате Европы в Барселоне (впоследствии в связи с дисквалификацией Светланы Усович данный результат был аннулирован).
Благодаря череде удачных выступлений удостоилась права защищать честь страны на летних Олимпийских играх 2012 года в Лондоне — в программе эстафеты 4 × 400 метров вместе с соотечественницами показала результат 3:26,52 и в финал не вышла.
После лондонской Олимпиады Киевич осталась действующей спортсменкой на ещё один олимпийский цикл и продолжила принимать участие в различных легкоатлетических стартах. Так, в 2014 году на чемпионате Белоруссии в Гродно в составе команды Брестской области она победила в эстафетах 4 × 100 и 4 × 400 метров, в то время как в индивидуальном беге на 400 метров получила серебро.
В 2015 году была восьмой в эстафете 4 × 400 метров в Суперлиге командного чемпионата Европы в Чебоксарах.
В 2016 году на чемпионате Белоруссии в помещении в Могилёве взяла бронзу в беге на 200 метров и была лучшей в эстафете 4 × 400 метров. Бежала эстафету на чемпионате Европы в Амстердаме, но в финал здесь не вышла.
За выдающиеся спортивные достижения удостоена почётного звания «Мастер спорта Республики Беларусь международного класса».